# Marrow of the Spirit
Marrow of the Spirit är det fjärde studioalbumet med det amerikanska black metal-bandet Agalloch, utgivet 2010 av skivbolaget Profound Lore Records. Bandet ansåg att deras tidigare album, Ashes Against the Grain, lät alltför polerat, och valde ett råare sound för Marrow of the Spirit. Skivan spelades in på analog utrustning, vilket bandet tyckte kändes mer "levande och verklig".
Marrow of the Spirit valdes in bland de 50 bästa albumen 2010 av NPR och som nummer ett på heavy metal magazinet Decibels lista över de 40 bästa albumen 2010.
Låten "The Watcher's Monolith" släpptes på musik-webbplatsen Stereogum den 29 oktober 2010, tillsammans med en intervju med John Haughm.

## Låtlista
1. "They Escaped the Weight of Darkness" (instrumental) – 3:41
2. "Into the Painted Grey" – 12:25
3. "The Watcher's Monolith" – 11:46
4. "Black Lake Niðstång" – 17:34
5. "Ghosts of the Midwinter Fires" – 9:39
6. "To Drown" – 10:27

- Text: John Haughm
- Musik: Agalloch (spår 1–6), Jackie Perez Gratz (spår 1)

## Medverkande
Musiker (Agalloch-medlemmar)
- John Haughm (John Lewis Ham) – sång, gitarr
- Don Anderson – gitarr, piano
- Jason William Walton – basgitarr
- Aesop Dekker – trummor

Bidragande musiker
- Jackie Perez Gratz – cello
- Jeffrey Neblock – piano, sampling
- Veleda Thorsson – horn, percussion
- Steven Wray Lobdell – bakgrundssång
- Nathan Carson – moog, vibrafon, klockspel

Produktion
- Agalloch – producent
- Steven Wray Lobdell – producent, ljudtekniker, ljudmix
- Veleda Thorsson – producent, foto
- Tim Hochstedler – tekniker
- Justin Weis – ljudmix, mastering
- John Haughm – omslagsdesign, omslagskonst
- Mark Thompson – omslagskonst
- Markus Wolff – omslagskonst